# Vitányvár
A Vitányvár egy vár Vértessomlón.

## Elhelyezkedése
A Vértes hegység északi lejtőjén, Körtvélyespuszta fölött, Vértessomló községtől keletre a 417 m magas Nyerges-hegy közelében egy erdővel borított kisebb kúp tetején találjuk a szabálytalan, megközelítően ötszög alaprajzú, belsőtornyos, „háromsejtes” elrendezésű, kis területű vár romjait. A környező fák ejtik fogságba, csak akkor látható, ha igen közel járunk hozzá. A kilátás viszont kárpótol bennünket, amit a várból látunk a környező dombokra, Vértessomló és Környe falukra nézve.

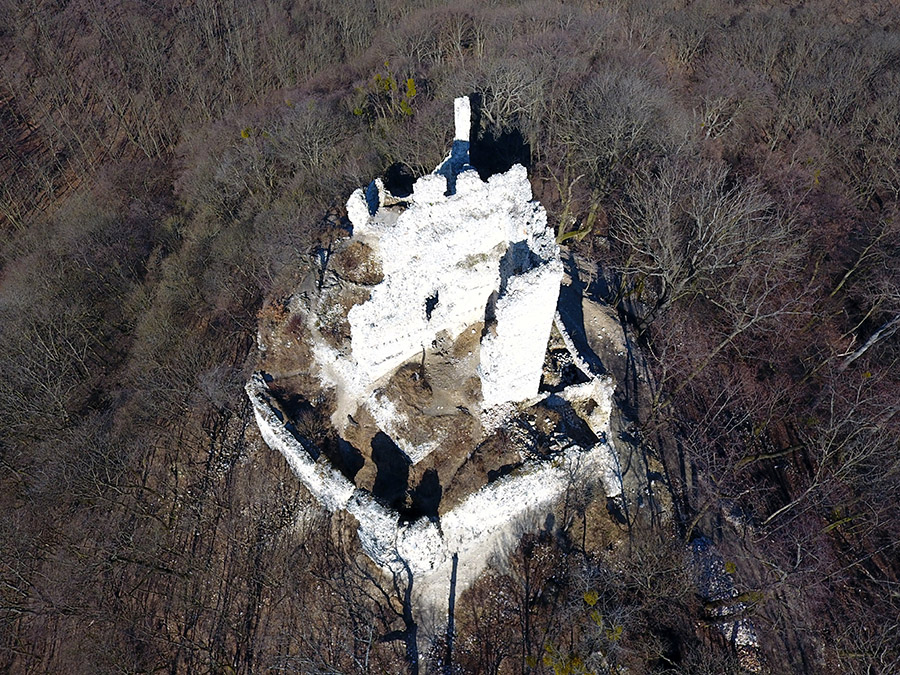
Vitányvár - légi fotó

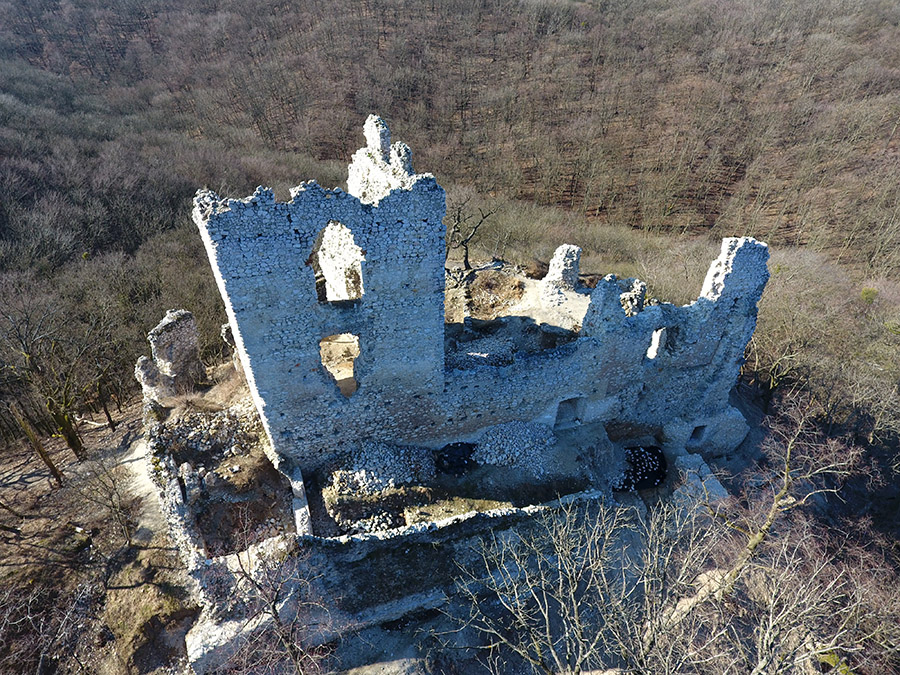
Vitányvár - légi felvétel

## Adatai

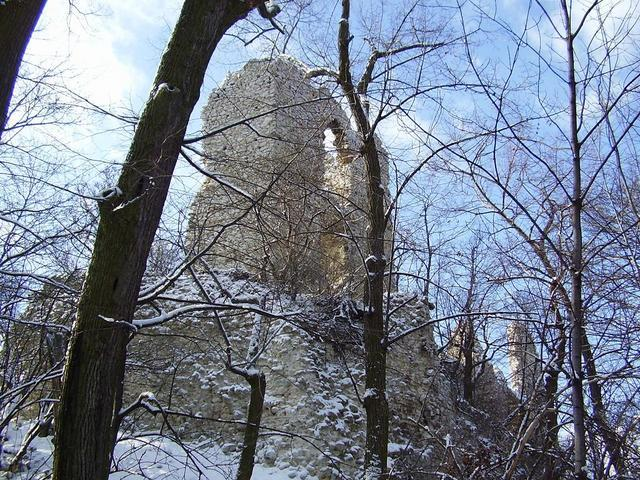
Vitányvár

A belső várnak két 2,5 m falvastagságú tornya és a kettő között egy udvara volt, melynek külső falai mintegy 6 m magasan épültek. Az északnyugati torony északnyugati oldalán egy további épületrész is a belső vár része lehetett. További kisebb épületrészek az udvarban a védőfalak mellett helyezkedhettek el. A 20. század végéig mindkét torony a részben falkorona magasságáig (helyenként kb. 15 m magasan) állt, felül a védőoromzat maradványaival. Nagyméretű ablaknyílásaiban kőkeretes, gótikus ablakok láthatók. Ma is megfigyelhetők az emeleteket elválasztó fafödémek helyei és boltozatok nyomai.
A belső várat mintegy 4,5 m átlagszélességű falszoros vette körül, a védőfalat kívül árok és sánc övezte, majd 15-20 méterre újabb árok húzódott, ezzel is erősítve a vár védelmét.

## Története
A vár keletkezéseinek idejét és építőjének nevét nem ismerjük. Feltehetően az itt birtokos Csák nemzetség egyik tagja építhette a tatárjárás után. Várnagyként a Gutkeled nemzetségből származó II. Mihályt 1319-1324-ben említik okleveleink, és mint királyi vár "Castrum Vitam, Vytam, Wyttam" alakban 1379-ben szerepel iratainkban.
Luxemburgi Zsigmond 1410-ben Hohenzollern Frigyesnek zálogosította el. Albert király 1437-ben Rozgonyi Istvánnak adta zálogba a várat, majd ennek fia, János  I. Ulászló királytól adományként is megkapta. 1445-ben Újlaki Miklós foglalta el, 1448-tól zálogként bírta, 1453-ban ismét a Rozgonyiak birtokába kerül. 1493-ban Egerváry László horvát báné, majd Egerváry István magtalan halála után, 1512-ben Kanizsai György horvát bán szerezte meg, akitől Kanizsai László országbíró örökölte. A kettős királyság idején János király parancsára 1534-ben, a fehérvári keresztesek konventje Héderváry István és fiait, Lőrincet s Györgyöt iktatta be "castri Wyttham in Albensi" birtokába.
A török először 1529-ben ostromolta, majd 1543-ban el is foglalta. Később magyar kézre került, de 1559-ben újra a töröké, akiktől 1566-ban sikerült ugyan visszafoglalni, a következő évben azonban már újra a török birtokolta. Véglegesen Pálffy Miklós szabadította fel 1597-ben, és a következő évben felrobbantották, megakadályozva ezzel, hogy a török a vár falai közé befészkelhesse magát. A 18. századtól az Esterházy család tulajdona volt.
Anyagát építési célokra használták fel. A vár régészeti feltárása és állagmegóvása a tatai Kuny Domokos Megyei Múzeum irányítása mellett történik.

## Egyéb nevezetességek, látnivalók a környéken
- Várgesztes vára
- Vértessomló
- Rockenbauer Pál emlékfája
- Körtvélyesi erdei temető
- Mátyás-kút
- Szép Ilonka-forrás
- Szarvas-kút
- Csákvár
  - Volt Eszterházy-kastély
  - Gessner-ház
  - Haraszt-hegyi tanösvény
- Csókakő vára
- Mór:
  - Kapucinusok temploma
  - Lampenberg kastély
  - Luzsénszky kastély
- Gánti Bányamúzeum

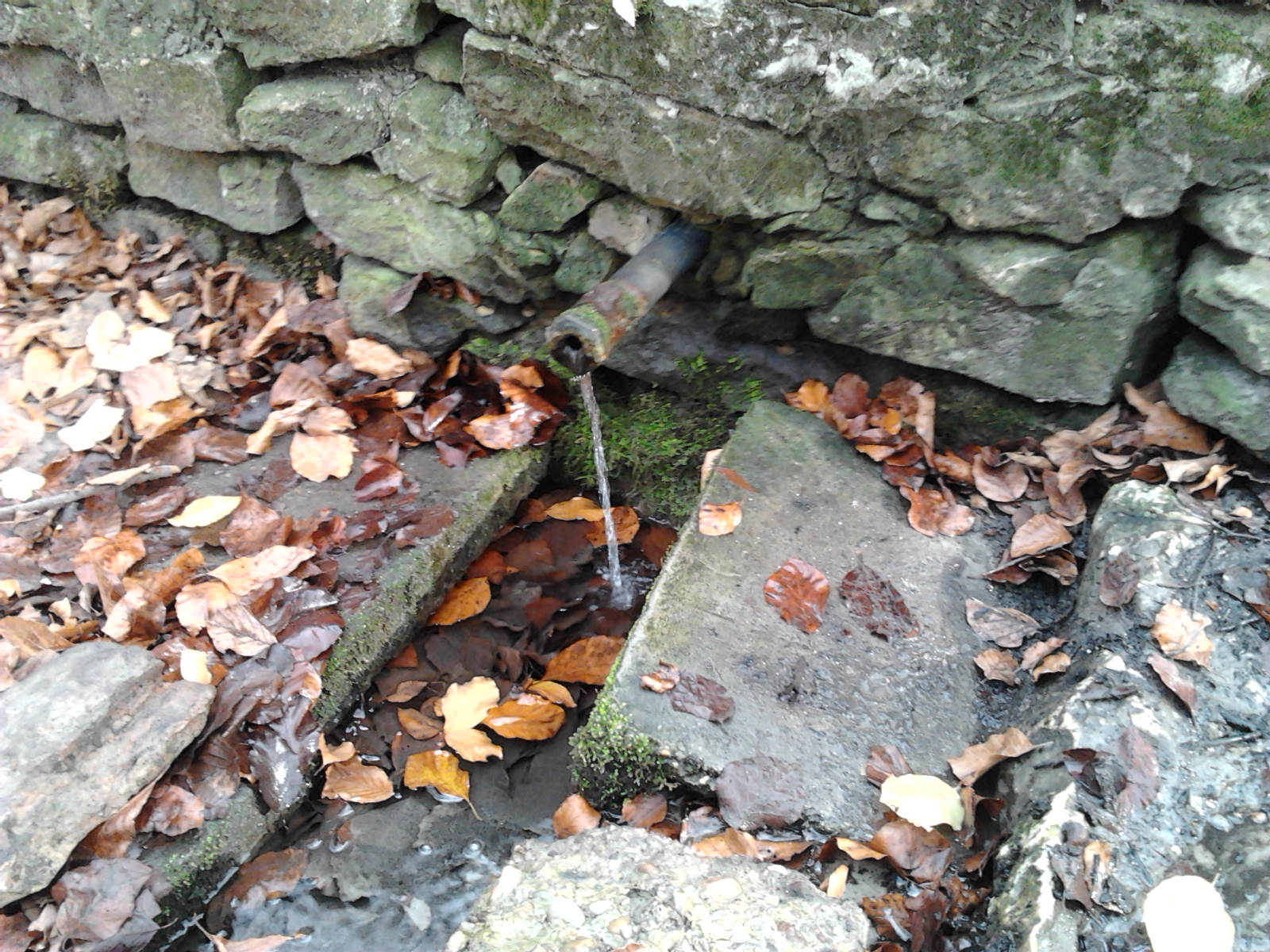
A Szép Ilonka-forrás a Vértesben

- Majki műemlékegyüttes (Kamalduli remeteség)
- Vértesszentkereszti apátság romjai

## Képgaléria

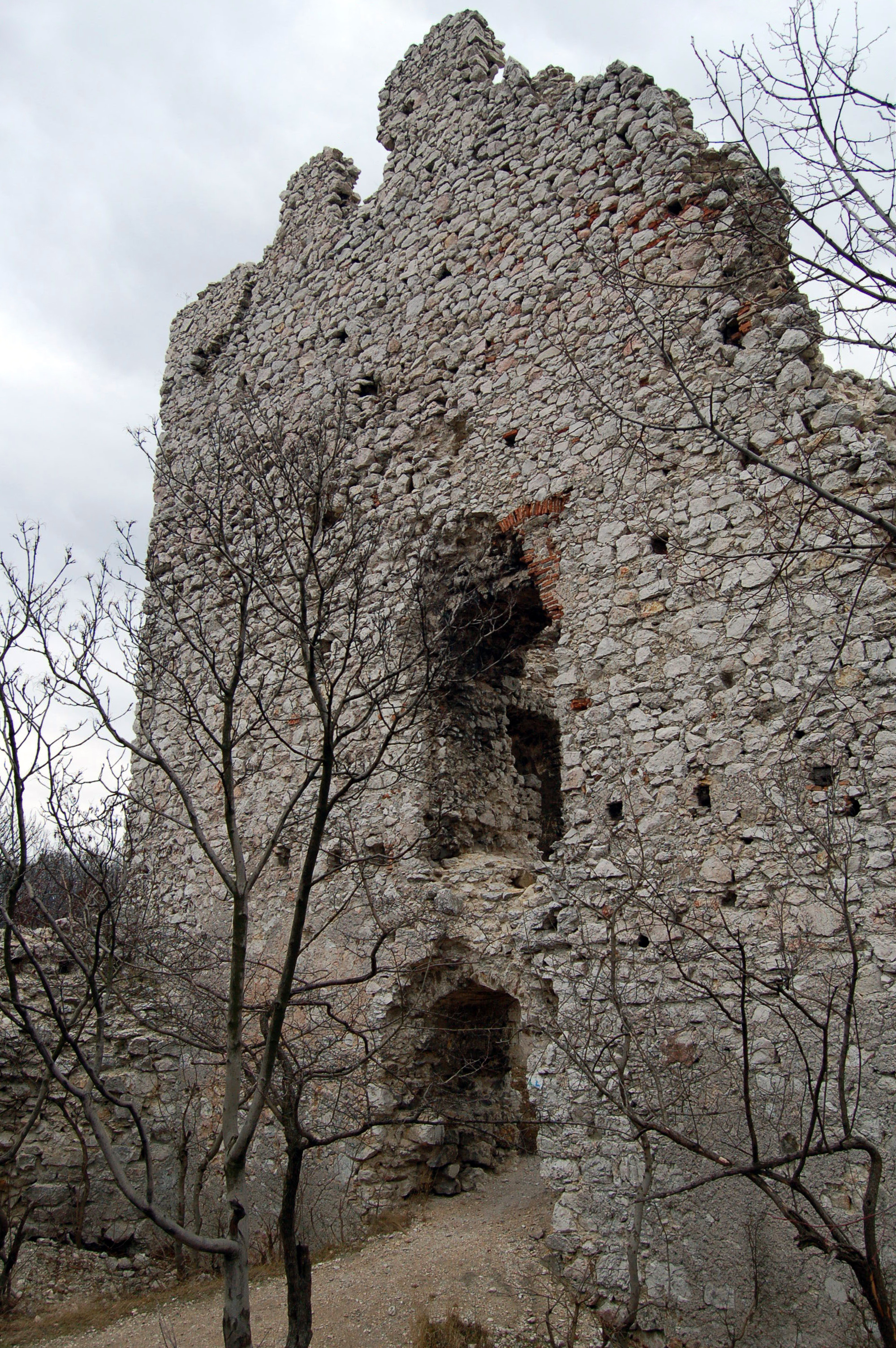
Lakótorony az udvar felől
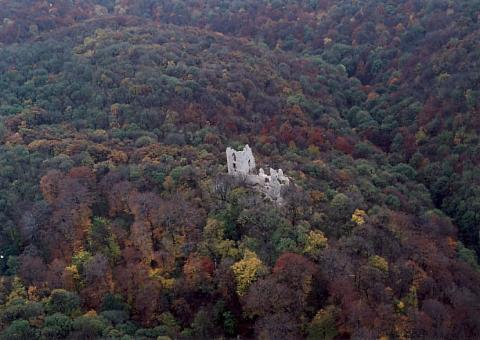
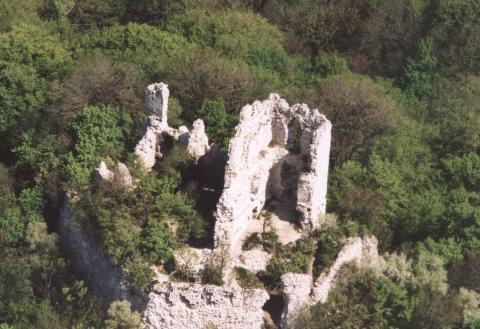
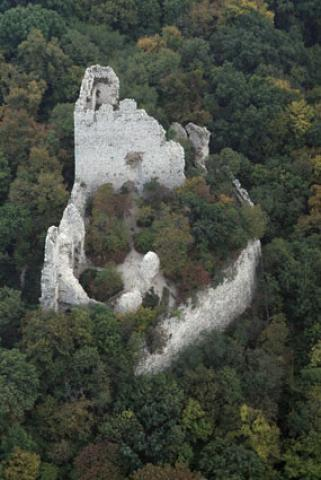
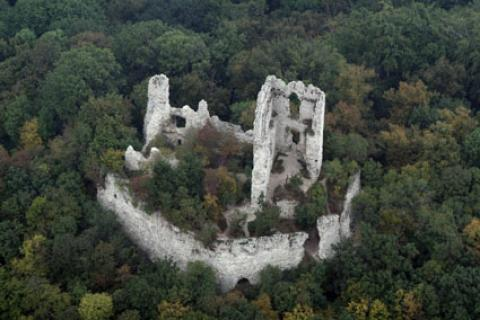
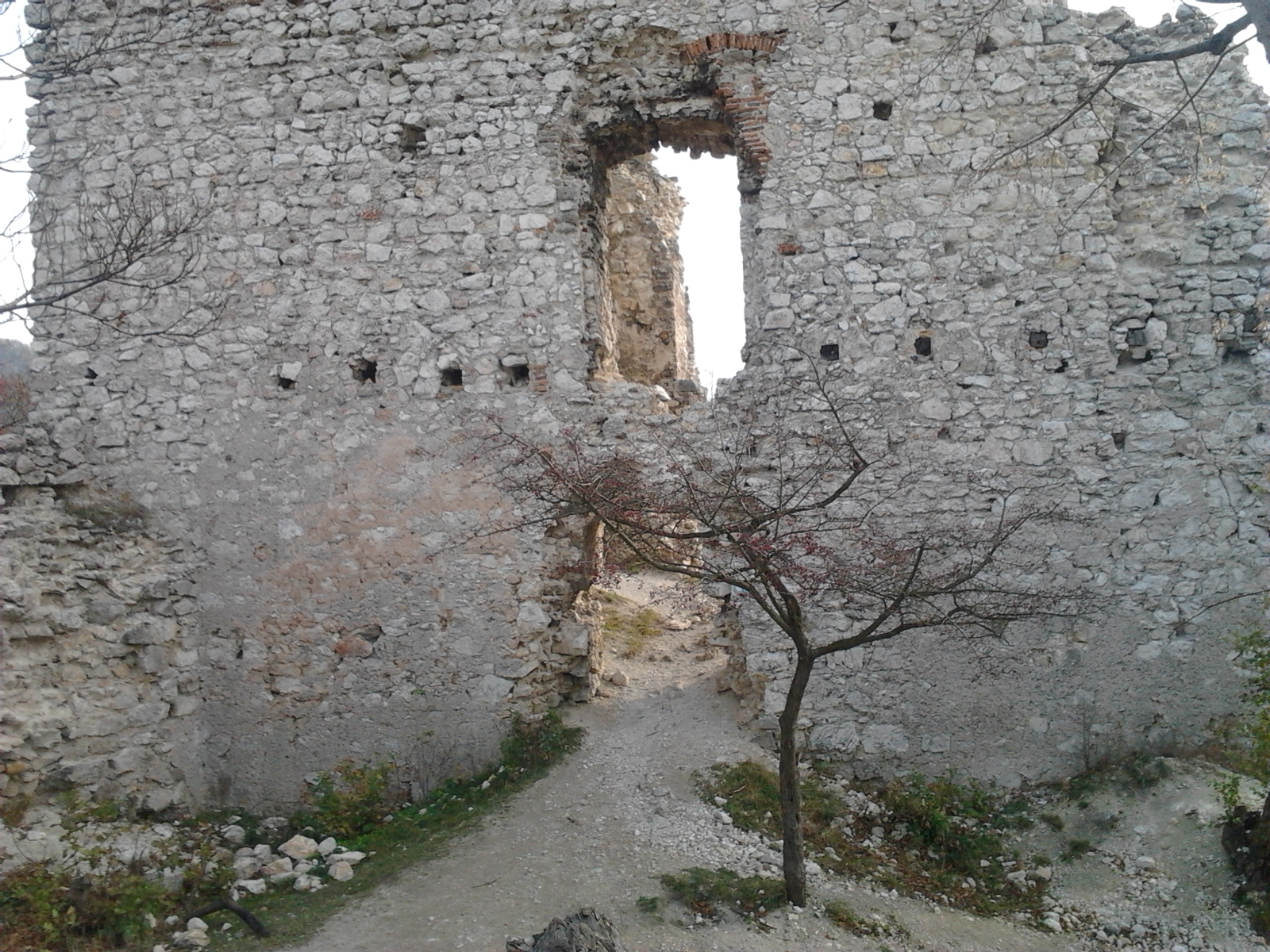
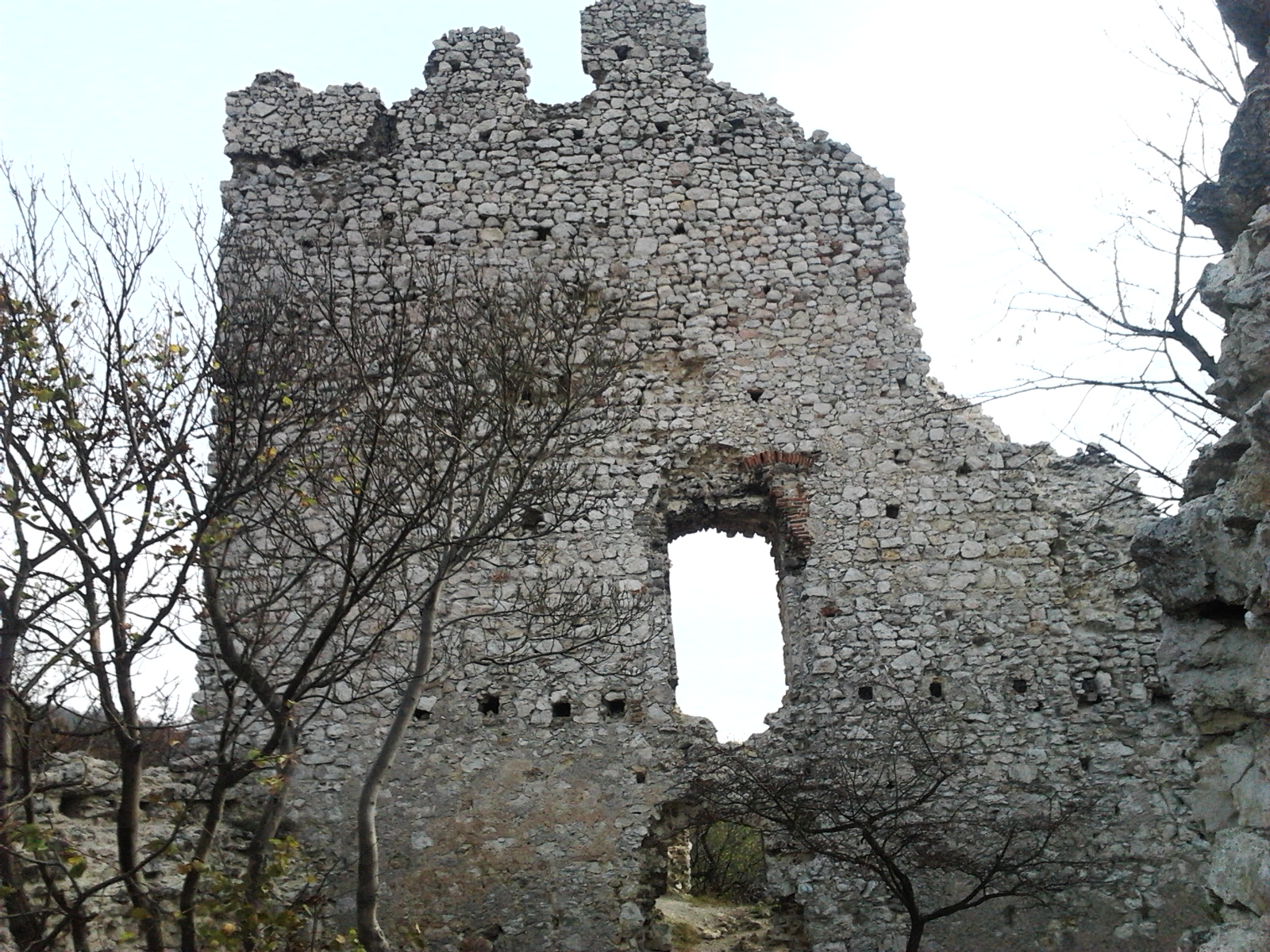
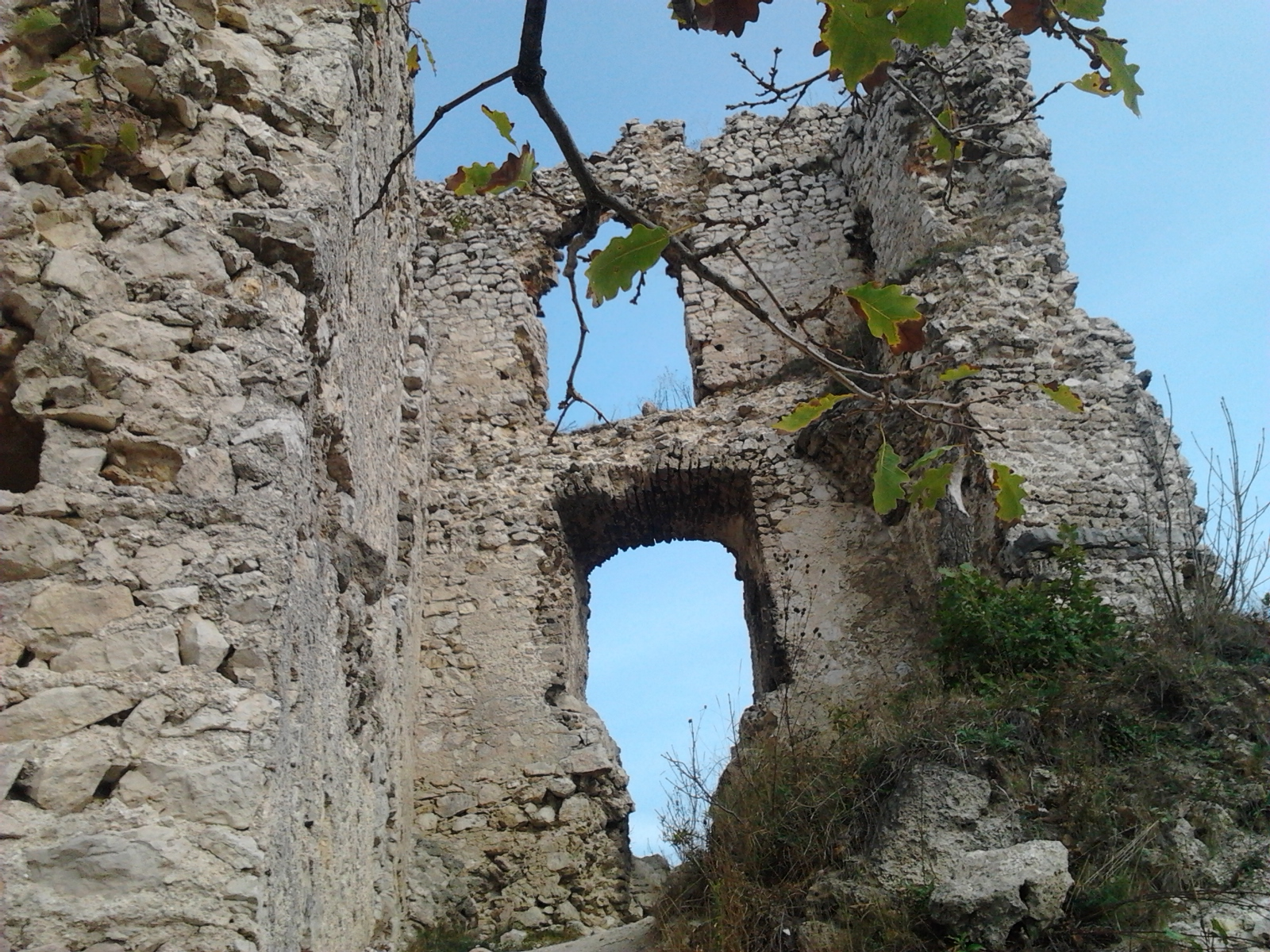
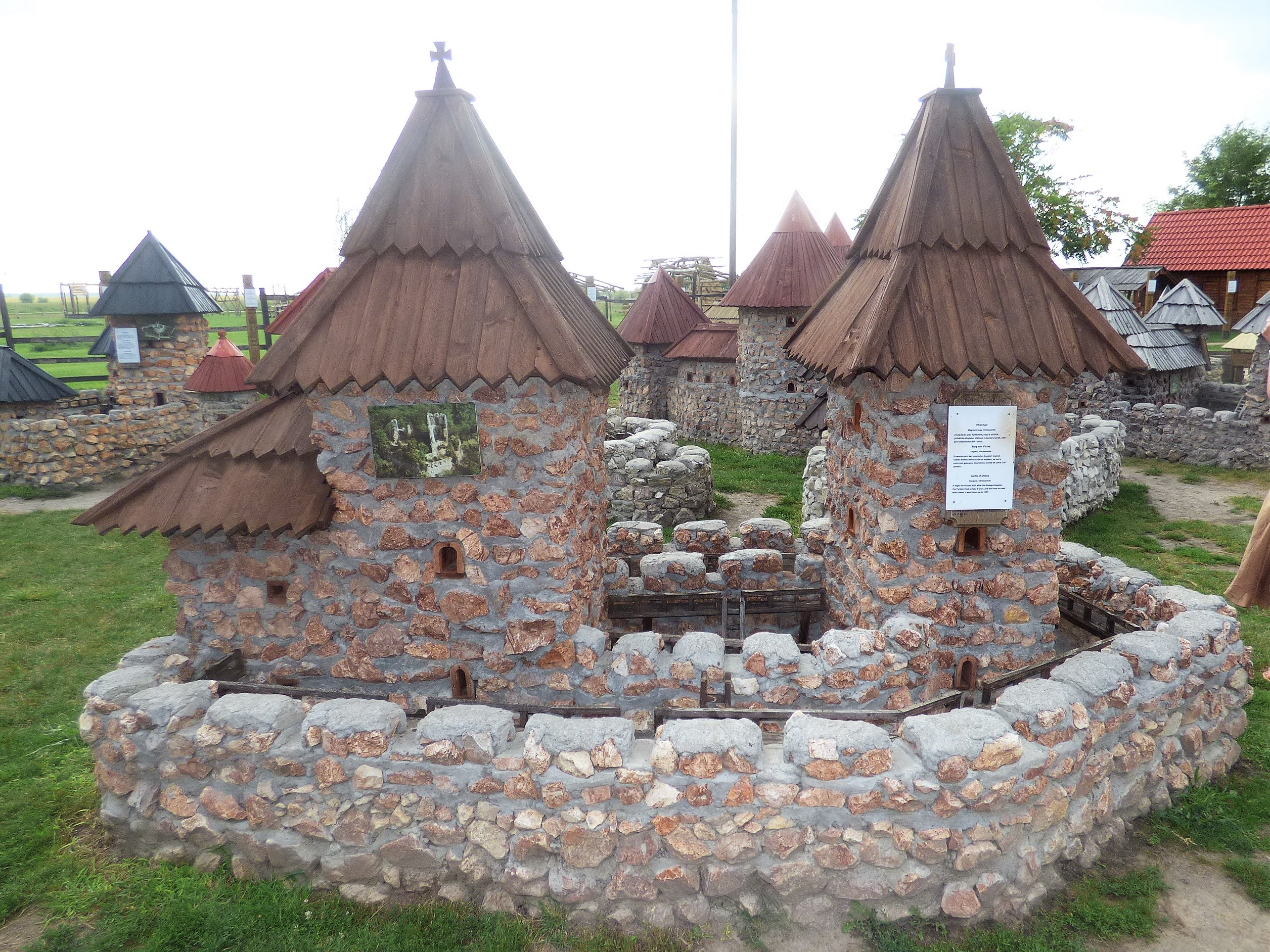
Makettje a dinnyési Várparkban